# Vallinfreda
Vallinfreda est une commune italienne de la ville métropolitaine de Rome Capitale, dans la région Latium.

## Géographie
Vallinfreda est située dans le nord-est de la région du Latium à 45 km de Rome. Le point culminant du territoire, le mont Aguzzo, s'élève à 1 063 mètres.
Vallinfreda est limitrophe des communes de Cineto Romano, Oricola, Orvinio, Percile, Riofreddo et Vivaro Romano. La commune ne possède qu'une seul frazione, celle de Conifere.

## Histoire
Le territoire de Vallinfreda a été durant de nombreux siècles une féodalité de la famille Borghese jusqu'à la campagne de l'Agro Romano pour la libération de Rome menée par les troupes de Giuseppe Garibaldi en 1867.

## Administration
| Période | Période  | Identité           | Étiquette                           | Qualité |
| ------- | -------- | ------------------ | ----------------------------------- | ------- |
| 2021    | En cours | Filippo Sturabotti | Liste civique Uniti per Vallinfreda |         |

## Personnalité liée à la commune
- Didace de Vallinfreda